# Naturschutzgebiet Biggenstein / Lehrersbruch
Das Naturschutzgebiet Biggenstein / Lehrersbruch ist ein 14,32 ha großes Naturschutzgebiet (NSG) nordöstlich von Niedersfeld im Stadtgebiet von Winterberg. Das Gebiet wurde 2008 mit dem Landschaftsplan Winterberg durch den Hochsauerlandkreis als (NSG) ausgewiesen.

## Beschreibung
Das NSG umfasst hauptsächlich Grünland. Das Grünland wird meist mit Rindern beweidet.